# Ovo fóssil

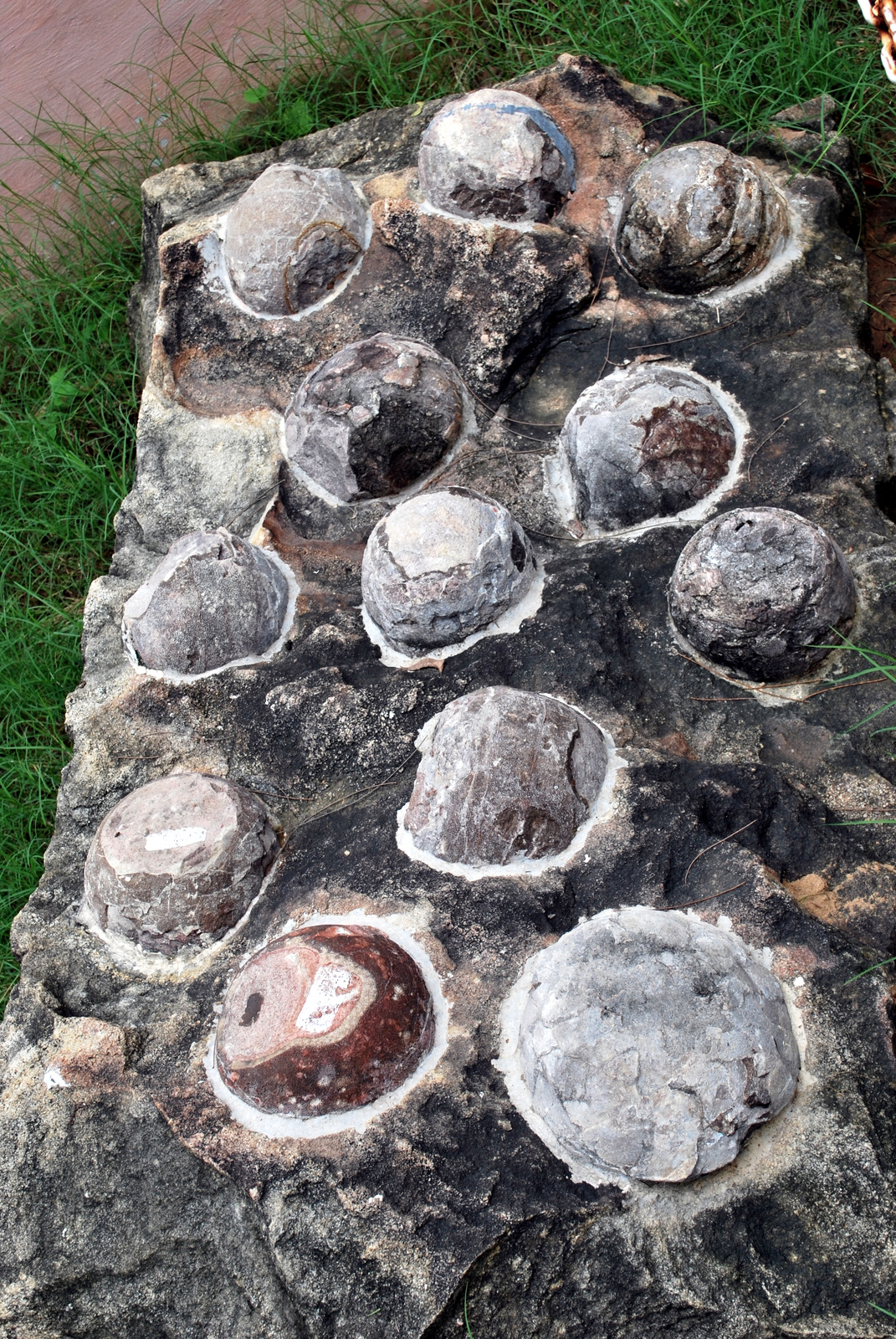
Ovos de dinossauro fossilizados exibidos no parque Indroda de Dinosauros e Fósseis

Os fósseis de ovos são os restos fossilizados de ovos postos por animais antigos. Como evidência dos processos fisiológicos de um animal, os fósseis de ovos são considerados um tipo de traço fóssil. Em raras circunstâncias, um ovo fóssil pode preservar os restos do embrião em desenvolvimento, e nesse caso também contém fósseis corporais. Uma grande variedade de diferentes grupos de animais pôs ovos que agora estão preservados no registro fóssil a partir do Paleozoico. Exemplos incluem invertebrados como amonóides, bem como vertebrados como peixes, possíveis anfíbios e répteis. O último grupo inclui os muitos ovos de dinossauros que foram recuperados dos estratos mesozóicos. Uma vez que o organismo responsável por colocar qualquer fóssil de ovo é frequentemente desconhecido, os cientistas classificam os ovos usando um sistema paralelo de taxonomia separado, mas modelado de acordo com o sistema de Lineu. Essa "parataxonomia" é chamada de veterovata.

## História
A primeira ooespécie nomeada foi Oolithes batonicae, nome dado provisoriamente pelo Professor J. Buckman a um grupo de ovos que Buckman acreditava terem sido postos por um teleossauro. No entanto, os cientistas modernos não acham mais possível determinar que tipo de réptil colocou esses ovos. Em 1859, os primeiros fósseis de ovos de dinossauros cientificamente documentados foram descobertos no sul da França por um padre católico e naturalista amador chamado Padre Jean-Jacques Poech, no entanto, ele pensou que eles foram colocados por pássaros gigantes.
Os primeiros fósseis de ovos de dinossauros cientificamente reconhecidos foram descobertos por acaso em 1923 por uma equipe do Museu Americano de História Natural enquanto procurava evidências de humanos primitivos na Mongólia. As descobertas de ovos continuaram a aumentar em todo o mundo, levando ao desenvolvimento de vários esquemas de classificação concorrentes. Em 1975, o paleontólogo chinês Zhao Zi-Kui iniciou uma revolução na classificação de ovos fósseis desenvolvendo um sistema de "parataxonomia" baseado no sistema tradicional de Lineu para classificar os ovos com base em suas qualidades físicas, em vez de suas mães hipotéticas. O novo método de classificação de ovos de Zhao foi impedido de ser adotado por cientistas ocidentais devido a barreiras linguísticas. No entanto, no início da década de 1990, o paleontólogo russo Konstantin Mikhailov chamou a atenção para o trabalho de Zhao na literatura científica de língua inglesa.

## Diversidade

### Invertebrados
Os ovos postos por animais invertebrados são conhecidos a partir do registro fóssil. Entre estes estão os ovos postos por antigos cefalópodes. Os ovos postos por amonóides são os fósseis de ovos de cefalópodes mais conhecidos. Os ovos fósseis de amonite mais bem preservados foram preservados no Jurássico Kimmeridge Clay da Inglaterra. No entanto, o registro fóssil de ovos de cefalópodes é escasso, pois seus ovos moles e gelatinosos se decompõem rapidamente e têm pouca chance de fossilizar. Outro grande grupo de cefalópodes mesozóicos, os belemnoides, não têm ovos documentados no registro fóssil, embora isso possa ser porque os cientistas não os procuraram adequadamente, em vez de uma ausência real do registro fóssil.

### Peixes e anfíbios
Ovas de peixes fósseis têm um extenso registro que remonta pelo menos ao Devoniano e abrange a era Cenozóica. Os ovos de muitos taxa de peixes diferentes contribuíram para este registro, incluindo peixes com nadadeiras lobadas, placodermes e tubarões. Ocasionalmente, os ovos são preservados ainda dentro do corpo da mãe ou associados a embriões fósseis. Alguns ovos fósseis possivelmente depositados por peixes não podem ser distinguidos com segurança daqueles depositados por anfíbios. Vários peixes fossilizados ou ovos de anfíbios foram classificados como icnogêneros, incluindo Mazonova, Archaeovulus, Chimaerotheca, Fayolia e Vetacápsula.

### Répteis
O registro fóssil de ovos de répteis remonta pelo menos até o início do Permiano. No entanto, como os primeiros ovos de répteis provavelmente tinham cascas moles com pouco potencial de preservação, os ovos de répteis podem remontar significativamente mais longe do que seu registro fóssil. Muitos grupos de répteis antigos são conhecidos a partir de fósseis de ovos, incluindo crocodilianos, dinossauros e tartarugas. Alguns répteis antigos, como ictiossauros e plesiossauros são conhecidos por terem dado à luz vivo e, portanto, não se espera que tenham deixado para trás fósseis de ovos. Ovos de dinossauro estão entre os tipos mais conhecidos de ovos de répteis fósseis.

## Classificação
Os ovos fósseis são classificados de acordo com o sistema parataxonômico chamado Veterovata. Existem três categorias amplas no esquema, no padrão de classificação filogenética organismal, chamadas oofamílias, oogenera e oospecies (coletivamente conhecidas como ootaxa). Os nomes de oogenera e oofamílias convencionalmente contêm a raiz "oolithus" que significa "ovo de pedra", mas essa regra nem sempre é seguida. Eles são divididos em vários tipos básicos: Testudóide, Geckóide, Crocodilóide, Dinosauroide-esferulítico, Dinosauroide-prismático e Ornitóide. Veterovata nem sempre reflete a taxonomia dos animais que colocaram os ovos.

### Parataxonomia
A parataxonomia em nível oogenus de Veterovata, seguindo Lawver e Jackson (2014) para Testudoid, Hirsch (1996) para ovos de Geckonoid, e Mikhailov et al. (1996) para o resto, salvo indicação em contrário:
Testudoide
- Morfótipo Spheruflexibilis
  - Oofamília Testudoflexoolithidae
    - Testudoflexoolito[13]
- Morfótipo Spherurigidis
  - Oofamília Testudoolithidae[13]
    - Testudoolithus
    - Emidolito[14]
    - Haininchelys
    - Chelonoolithus

Geckonoid
- Morfótipo Geckonóide
  - Oofamília Gekkoolithidae
    - Gekkoolithus
    - Gekkonidovum[2]

Crocodiloide
- Oogenus Mycomorphoolithus
- Oofamília Krokolithidae
  - Bauruolithus[15]
  - Krokolithes
  - Suchoolithus

Mosassauroide
- Antarcticolithus

Dinossauro-esferulítico
- Placoolithus
- Sphaerovum
- Stromatoolithus
- Tacuarembovum
- Oofamília Cairanolithidae
  - Cairanolithus[16]
- Oofamília Stalicoolithidae[17]
  - Coraloidoolithus[17]
  - Shixingoolithus[17]
  - Stalicoolithus[17]
- Oofamília Spheroolithidae

- - Guegoolithus[18]
  - Esferolito
  - Parasferolito
- Oofamília Phaceloolithidae
  - Phaceloolithus
- Oofamília Ovaloolithidae
  - Ovaloólito
- Oofamília Megaloolithidae
  - Megaloolithus
  - Pseudomegaloólito[19]
- Oofamília Similifaveoloolithidae[20]
  - Similifaveoloolithus[20]
- Oofamília Faveoloolithidae
  - Faveoloolithus
  - Hemifaveoloolithus[20]
  - Parafaveoloolithus[20]
- Oofamília Youngoolithidae[21]
  - Youngoolithus
- Oofamília Dendroolithidae
  - Dendroolithus

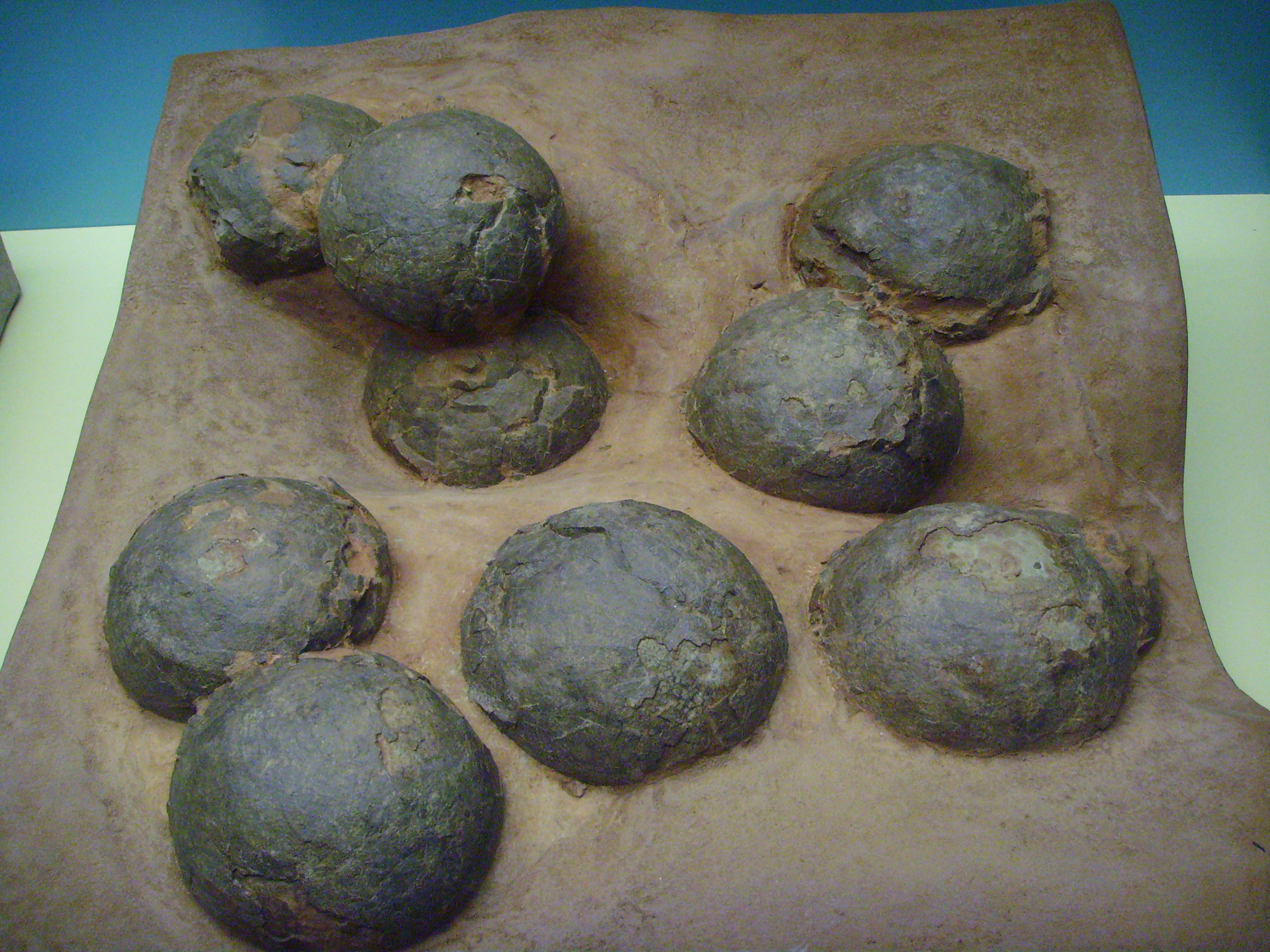
Oolithes spheroides

- Oofamília DictyoolithidaeTrigonolito

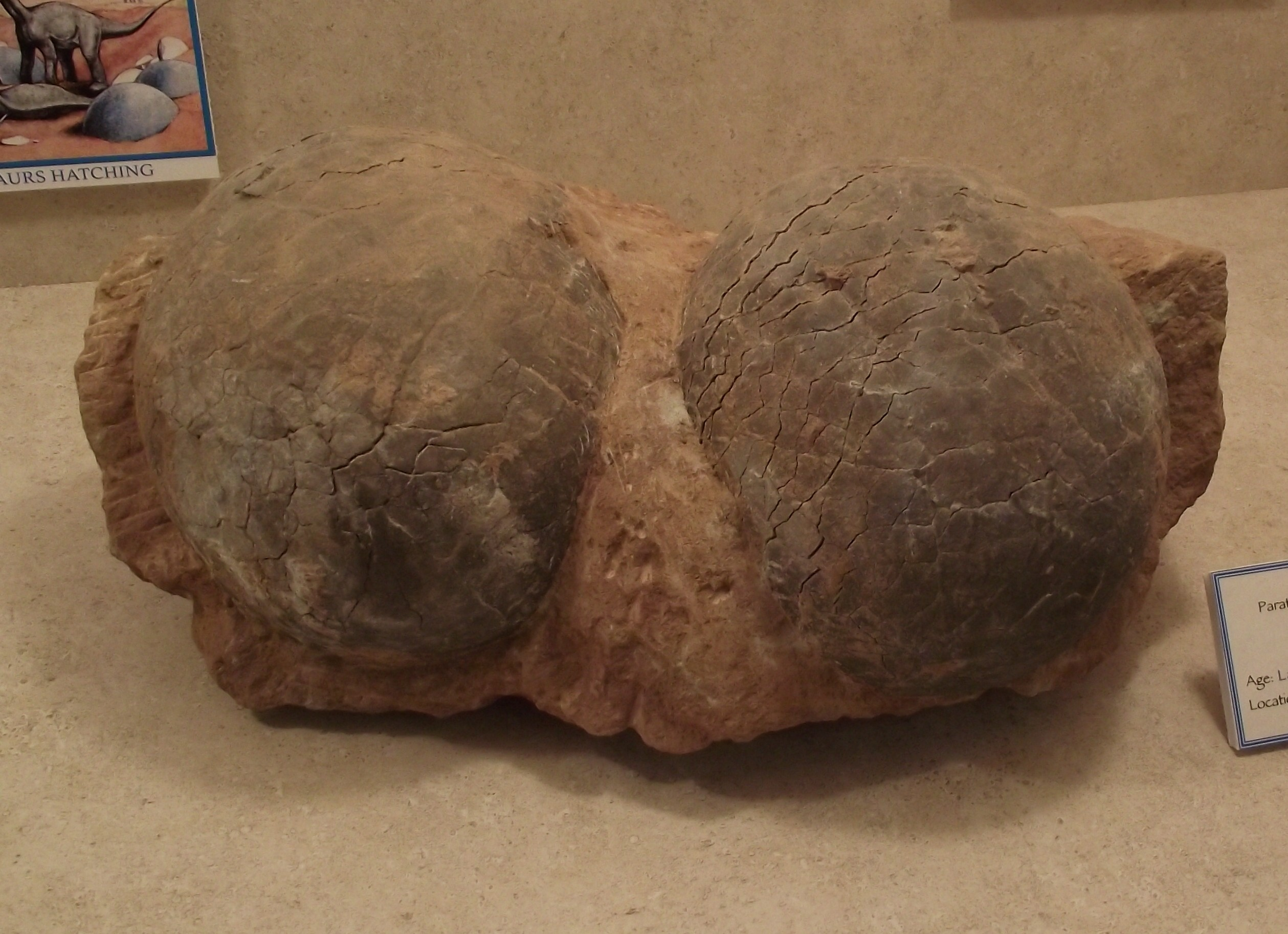
Ovos fósseis de Dendroolithus.

  - Dictyoolithus
  - Paradictioolithus
  - Protodictioolithus
- Oofamília Polyclonoolithidae
  - Policlonoólito[22]

Dinossauroide-prismático
- Pseudogeckoolithus[19]
- Oofamília Arriagadoolithidae[23]
  - Arriagadoolithus[23]
  - Triprismatoolithus[24]
- Oofamília Prismatoolithidae
  - Preprismatoolithus
  - Prismatoolithus
  - Protoceratopsidovum
  - Sankofa[25]
  - Spheruprismatoolithus[26]
  - Trigonolito[27]

Ornitóide
- Morfótipo de ratita ornitóide
  - Ageroolithus[19]
  - Diamantornis
  - Ornitolito
  - Reticuloólito[28]
  - Struthiolithus
  - Tristragulololito[29]
  - Tubercuolithus[24]
  - Oofamília Elongatoolithidae
    - Continuoolithus[29][30]
    - Elipsolithus
    - ElongatoolithusOvos fósseis de Dendroolithus.
    - Heishanoolithus[30]
    - Macrolongatoolithus[31]
    - Macroolithus
    - Nanhsiungolithus
    - Paralongatoolithus[30]
    - Porituberolithus[29][30]
    - Rodolphoolithus[19]
    - Espongioolito[26]
    - Trachoolithus
    - Undulatoolithus[32]

  - Oofamília Laevisoolithidae
    - Lavisoolithus
    - Subtiliolito
    - Tipoolithus[33]

  - Oofamília Medioolithidae
    - Incognitoolithus[34]
    - Microólito[34]
    - Mediolithus

  - Oofamília Montanoolithidae[35]
    - Montanoolithus[35]

  - Oofamília Oblongoolithidae[3]
    - Oblongoolithus[3]
- Morfótipo ornitóide-prismático
  - Dispersituberolithus[29]
  - Oofamília Gobioolithidae[26]
    - Gobioolithus[36]

Incertae sedis / Não classificado
- Oólitos
- Metolito[34]
- Mosaicolito[20]
- Mycomorphoolithus[37]
- Nipponoolithus[38]
- Parvoblongoolithus[39]
- Parvoólito[40]
- Plagioolithus[41]
- Estiloolito[36]
- Oofamília Pachycorioolithidae
  - Pachycorioolithus[42]